# Vizslás
Vizslás község Nógrád vármegyében, a Salgótarjáni járásban. Lakóinak többsége a palóc népcsoporthoz tartozik, a faluban gazdag hagyománya van a palóc népviselet készítésének és viselésének, amely a kazári népviselettel együtt formálódott.

## Fekvése
Salgótarjántól délkeletre található, Kazár irányába. A falu a Medves-fennsík és a Zagyva-völgy földrajzi kistájak határán fekszik, 300–400 m tszf-i magasságú, szelíd dombok között, a Vizslás-patak völgyében.
A közvetlenül határos települések: északkelet-kelet felől Kazár, délkelet felől Rákóczibánya, dél felől Kisterenye, délnyugat felől Szúpatak (mindkét utóbbi Bátonyterenye része), északnyugat felől pedig Zagyvapálfalva (Salgótarján déli városrésze).
Központján a 2302-es út halad végig, ez köti össze a megyeszékhellyel és Kazárral is. Különálló, Újlak nevű településrészén (a központtól délnyugatra) áthalad továbbá a Hatvan-Salgótarján közti 21-es főút és érinti még (megállóhely nélkül) a Hatvan–Somoskőújfalu-vasútvonal is.
A Novohrad-Nógrád UNESCO Globális Geopark települése.

## Nevének eredete
A jelenleg általánosan elterjedt vélekedés szerint középkorban rövidszőrű magyar vizsla kutyákat tenyésztettek itt főúri, királyi vadászatokhoz (lásd alább), innen ered a falu neve. Lehetséges alternatív magyarázatot jelent azonban az a megfigyelés, amely szerint Palócföldön többfelé találunk „vizslás” dűlőnevet olyan területeken, melyek mindig patak menti, vizenyős helyeket jelölnek (pl. Ózd keleti részén, a Hangony-patak mentén). Mivel mind a régi falu, mind a mai helyen lévő falu hasonló, patak menti, vizenyős helyen fekszik, elképzelhető, hogy a magyar nyelvből vagy a palóc tájnyelvből mára kikopott, elfelejtődött „vizslás” (vizenyős hely) köznevesült a falu nevében. Eszerint a magyarázat szerint a falu nem a vadászkutyáról, hanem településének helyéről kapta a nevét.

## Története
Vizslás 1456-ban pusztaként szerepelt az egykori oklevelekben, ekkor nyerte adományul V. László királytól Vizslási Darócz Mihály.
A falu a 16. század közepén elpusztult. Az 1548. évi adóösszeírásban már az elpusztult helységek között szerepelt és a későbbi összeírásokból is hiányzott. A törökök kiűzése után települt be újból. 1715-ben már 17, 1720-ban 13 magyar háztartását vették fel az összeírásba. 1770-ben Tarródy József, 1826-ban Goszthony Pál, Heves és Külső-Szolnok vármegye alispánja volt a földesura, az 1900-as évek elején pedig Baranyay Miklós volt a nagyobb birtokosa.
A falu egykor a Kaparó-puszta helyén feküdt és csak a törökök kiűzése után telepedett a jelenlegi helyére. 1873-ban nagy kolerajárvány pusztított a faluban, 1890-ben pedig az egész község leégett.
A településhez tartozott Kaparó-puszta és Ujlak-puszta is. Újlak-puszta 1413–1450 között önálló helyként szerepelt és valószínűen a 16. században pusztult el.
Az 1900-as évek elején Baranyay István birtoka volt, aki itt csinos úrilakot is építtetett.
A 20. század elején Nógrád vármegye Salgótarjáni járásához tartozott.
1910-ben 864 lakosából 857 magyar volt. Ebből 851 római katolikus, 10 izraelita volt.

## Közélete

### Polgármesterei
- 1990–1994: Sándor Tibor (független)[5]
- 1994–1998: Sándor Tibor (független)[6]
- 1998–2002: Sándor Tibor I. (független)[7]
- 2002–2006: Angyal Jenő (független)[8]
- 2006–2010: Angyal Jenő (MSZP)[9]
- 2010–2014: Angyal Jenő (MSZP)[10]
- 2014–2019: Angyal Jenő (MSZP)[11]
- 2019–2020: Angyal Jenő (független)[12]
- 2020–2024: Sándor József (független)[13]
- 2024– : Sándor József (KDNP)[1]

A településen 2020. szeptember 13-án időközi polgármester-választást (és képviselő-testületi választást) kellett tartani, mert az előző képviselő-testület június 25-én feloszlatta magát. A választáson a hivatalban lévő polgármester is elindult, de alulmaradt két kihívójának egyikével szemben.

## Népesség
A település népességének változása:
| Lakosok száma | 1347 | 1329 | 1316 | 1215 | 1153 | 1149 | 1157 |
|               | 2013 | 2014 | 2015 | 2021 | 2022 | 2023 | 2024 |

2001-ben a település lakosságának 96%-a magyar, 3%-a cigány, 1%-a egyéb (főleg szlovák) nemzetiségűnek vallotta magát.
A 2011-es népszámlálás során a lakosok 88,9%-a magyarnak, 4,6% cigánynak, 0,2% németnek, 0,6% románnak mondta magát (11,1% nem nyilatkozott; a kettős identitások miatt a végösszeg nagyobb lehet 100%-nál). A vallási megoszlás a következő volt: római katolikus 47,4%, református 1,5%, evangélikus 0,4%, görögkatolikus 0,7%, felekezeten kívüli 18,1% (29,3% nem nyilatkozott).
2022-ben a lakosság 92,3%-a vallotta magát magyarnak, 4,3% cigánynak, 0,3% szlováknak, 0,3% románnak, 0,1-0,1% németnek, ruszinnak, ukránnak és szlovénnek, 1,9% egyéb, nem hazai nemzetiségűnek (7,6% nem nyilatkozott; a kettős identitások miatt a végösszeg nagyobb lehet 100%-nál). Vallásuk szerint 36,1% volt római katolikus, 1,6% református, 1,3% görög katolikus, 0,8% evangélikus, 0,1% izraelita, 4,3% egyéb keresztény, 1,1% egyéb katolikus, 13,9% felekezeten kívüli (40,3% nem válaszolt).

## Nevezetességei
A falu mellett fekszik egy lepusztulás alatt álló riolittufafal, amit zsidó templomnak neveznek a régebbi gyülekezet miatt.
Néhány éve működik a vizslási tájház, ahol a helyi népviselet tekinthető meg. A közelmúltban helyezték üzembe a falu központi parkjában a szökőkutat, amiből a nyárvégi falunapon bor folyik.Jelenleg nem funkcionál.

## Külső hivatkozások
- Vizslás az utazom.com honlapján[halott link]
- A falu története - Viczián Jánosné Sándor ispán Ilona blogja
- A Novohrad-Nógrád UNESCO Globális Geopark települései